# カチューシャ (映画)
『カチューシャ』は、レフ・トルストイの小説『復活』（1899年）を原作とし、日活向島撮影所が1914年（大正3年）製作、日活が配給・公開した日本のサイレント映画、および1915年（大正4年）に製作・公開されたその続編『後のカチューシャ』『カチューシャ続々篇』、1919年（大正8年）に製作・公開されたリメイク『復活』である。

## 略歴・概要

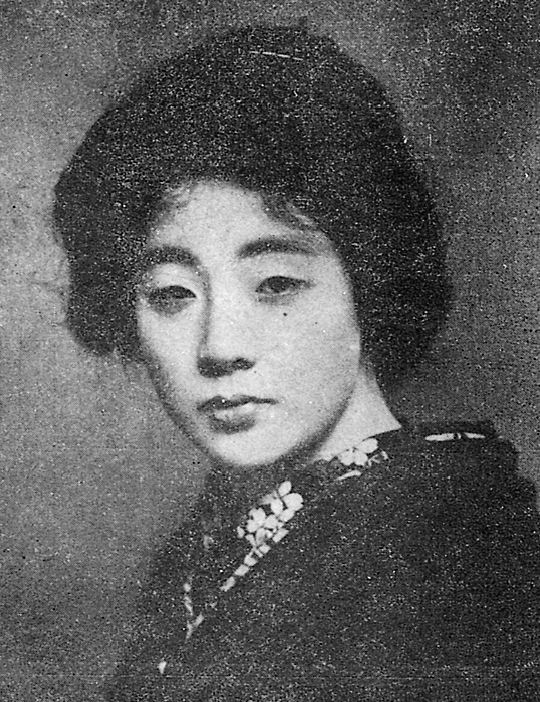
映画のヒントになった松井須磨子。

島村抱月、松井須磨子による新劇の劇団芸術座の第3回公演として、レフ・トルストイの小説『復活』を題材に取り上げ、1914年（大正3年）3月に上演され、たいへんなヒットとなった。松井による劇中歌『カチューシャの唄』もたいへんなヒットとなり、日本キネトフォンが同年8月1日、蓄音機連動式のトーキー作品『カチューシャの唄』を製作・公開し、これも好評を得た。
日活向島撮影所は、これらを背景に、同年、『カチューシャ』を製作した。同撮影所の脚本家・桝本清が島村抱月による演劇を参考にして脚色、細山喜代松が監督した。同撮影所は現代劇の撮影所であるが、「日活新派」と呼ばれ、新劇ではなく新派であり、女性の役所はすべて女形が演じていた。したがって、カチューシャの役は女形の立花貞二郎が演じた。新劇出身、小説家の佐藤紅緑が指導した吉沢商店出身の桝本は、同じく吉沢出身の小口忠とともに当時の同撮影所の体制に不満を抱いており、新劇でのヒット作の映画への導入で起爆を計り、冒頭に『カチューシャの唄』の歌詞を字幕で入れたり、ヨーロッパ演劇の要素を背景や装置に導入した。試みは当時の映画ファンにも好意的に受け入れられた。一方で、島村抱月自身は本作を長野県の映画館で鑑賞し、のちに1916年（大正5年）、雑誌『活動之世界』大正5年5月号に「女形では誤魔化しが利かぬ」と辛辣な評を寄せた。
本作は、同撮影所開所以来の大ヒットとなり、続く翌1915年（大正4年）、同じスタッフ・キャストにより続編、続々編が製作された。全3作で日活は当時の金額で16万円以上の利益を上げた。
1917年（大正6年）に日活向島に入社した田中栄三が、『カチューシャ』のヒットを範として、1918年（大正7年）、桝本清の脚本を得て同じトルストイ原作の『生ける屍』を映画化し成功を収めた。同作は、日活向島の「革新映画」の第1作とされ、このころからようやく映画の冒頭に監督や脚本家、撮影技師の名がクレジットされるようになった。田中は、つづく1919年（大正7年）には、『カチューシャ』をリメイクして、『復活』を監督した。このリメイクに関する資料は乏しく、日本映画データベースの少ない記述のほかは、御園京平の著書『活辯時代』（1990年）に当時のポスターが見られるのみである。
『カチューシャ』に始まる正篇、2つの続篇、リメイク、いずれも東京国立近代美術館フィルムセンターは所蔵していない。

## 1914年版
『カチューシャ』は、レフ・トルストイの小説『復活』（1899年）を原作とし、日活向島撮影所が1914年（大正3年）製作、日活が配給・公開した日本のサイレント映画である。『カチューシャ (復活)』と表記されることもある。

### スタッフ・作品データ
- 監督 : 細山喜代松
- 原作 : レフ・トルストイ
- 脚本 : 桝本清
- 撮影 : 藤原幸三郎
- 製作 : 日活向島撮影所
- 上映時間（巻数 / 尺数 / メートル） : 不明 / 3,400尺[7] / 1,030メートル[8]
- フォーマット : 白黒映画 - スタンダードサイズ（1.33:1） - サイレント映画
- 公開日 :  日本 1914年10月31日
- 配給 :  日活
- 初回興行 : 浅草・三友館

### キャスト
- 立花貞二郎 - カチューシャ
- 関根達発 - ネフリュードフ
- 小森傑
- 池田一郎
- 大村正雄
- 五月操

## 1915年版
『後のカチューシャ』（のちのカチューシャ）は、レフ・トルストイの小説『復活』（1899年）を原作とした前作『カチューシャ』の続編として、日活向島撮影所が1915年（大正4年）製作、日活が配給・公開した日本のサイレント映画である。

### スタッフ・作品データ
- 監督 : 細山喜代松
- 原作 : レフ・トルストイ
- 脚本 : 桝本清
- 撮影 : 藤原幸三郎
- 製作 : 日活向島撮影所
- 上映時間（巻数 / 尺数 / メートル） : 不明 / 3,600尺[7] / 1,091メートル[8]
- フォーマット : 白黒映画 - スタンダードサイズ（1.33:1） - サイレント映画
- 公開日 :  日本 1915年1月
- 配給 :  日活
- 初回興行 : 浅草・三友館

### キャスト
- 立花貞二郎 - カチューシャ
- 関根達発 - ネフリュードフ
- 小森傑
- 池田一郎
- 大村正雄
- 五月操

## 続々篇
『カチューシャ続々篇』（カチューシャぞくぞくへん）は、レフ・トルストイの小説『復活』（1899年）を原作とした前々作『カチューシャ』、前作『後のカチューシャ』の続編として、日活向島撮影所が1915年（大正4年）製作、日活が配給・公開した日本のサイレント映画である。

### スタッフ・作品データ
- 監督 : 細山喜代松
- 原作 : レフ・トルストイ
- 脚本 : 桝本清
- 撮影 : 藤原幸三郎
- 製作 : 日活向島撮影所
- 上映時間（巻数 / 尺数 / メートル） : 不明 / 4,950尺[7] / 1,500メートル[8]
- フォーマット : 白黒映画 - スタンダードサイズ（1.33:1） - サイレント映画
- 公開日 :  日本 1915年10月24日
- 配給 :  日活
- 初回興行 : 浅草・三友館

### キャスト
- 立花貞二郎 - カチューシャ
- 関根達発 - ネフリュードフ
- 小森傑
- 池田一郎
- 大村正雄
- 五月操

## 1919年版
『復活』（ふっかつ）は、1919年（大正8年）製作・公開、田中栄三監督による日本のサイレント映画である。『カチューシャ』のリメイクであり、『カチューシャ』というタイトルでのポスターも存在し、また『復活 (カチューシャ)』と表記されることもある。
当時の京都・新京極の富士館に掲載されたポスターには「日活東京派刷新大撮影」、「あらゆる一切の準備時代から劃然として一歩を進めた日活第一回の藝術的作品!!!」とあり、日活向島撮影所が新たな体制で取り組んだことが示されている。
第1作以来カチューシャを演じた立花貞二郎が前年の1918年（大正7年）11月11日に夭折し、同じくネフリュードフを演じた関根達発が1916年（大正5年）に退社し、本作の撮影当時は松竹蒲田撮影所に移籍していたため、キャストは刷新された。カチューシャには女形の東猛夫、ネフリュードフには山本嘉一がキャスティングされた。

### スタッフ・作品データ
- 監督 : 田中栄三
- 原作 : レフ・トルストイ
- 脚本 : 不明
- 製作 : 日活向島撮影所
- 上映時間（巻数） : 7巻
- フォーマット : 白黒映画 - スタンダードサイズ（1.33:1） - サイレント映画
- 公開日 :  日本 1919年2月1日
- 配給 :  日活
- 初回興行 : 浅草・三友館

### キャスト
当時のポスター表記の順。
- 東猛夫 - カチューシャ
- 山本嘉一 - ネフリュードフ
- 大村正雄 - シモンリン
- 藤野秀夫 - コルチヤキン公爵
- 森きよし - ミツシイ
- 佐久間一郎 - 伯母マリヤ
- 衣笠貞之助 - フヨードシヤ
- 横山運平 - 老僕チホン
- 東二郎 - 女中頭マトリヨーナ
- 新井淳 - シエーンホツク

## 註
1. 1 2 3 4 5 6 7 8  『日本映画発達史 1 活動写真時代』、田中純一郎、中央公論社、1968年、p.218-223.
2. ↑  『日本映画発達史 1 活動写真時代』、p.212-213.
3. ↑  『日本映画発達史 1 活動写真時代』、p.234.
4. 1 2  『日本映画発達史 1 活動写真時代』、p.274-277.
5. 1 2 3 4  『活辯時代』、御園京平、岩波書店、1990年3月刊 ISBN 4002600211, p.25.
6. ↑  所蔵映画フィルム検索システムでの検索結果、東京国立近代美術館フィルムセンター、2009年11月29日閲覧。
7. 1 2 3  『日本映画発達史 1 活動写真時代』、p.220-221.
8. 1 2 3  Googleによる尺単位からの換算結果、2009年11月29日閲覧。
9. ↑  「画然」の旧字体。
10. ↑  『無声映画俳優名鑑』、無声映画鑑賞会編、マツダ映画社監修、アーバン・コネクションズ、2005年、p.152。
11. ↑  関根達発、日本映画データベース、2010年2月12日閲覧。